# Кайранкольский сельский округ
Кайранкольский сельский округ (каз. Қайраңкөл ауылдық округі) — административная единица в составе Жамбылского района Северо-Казахстанской области Казахстана. Административный центр — село Кайранколь.
Население — 1858 человек (2009, 2637 в 1999, 3063 в 1989).
В состав сельского округа вошла территория ликвидированного Украинского сельского совета (сёла Украинское, Целинное). Село Целинное было ликвидировано в 2008 году.

## Состав
В состав округа входят такие населенные пункты:
| Населенный пункт | Население, человек (1989) | Население, человек (1999) | Население, человек (2009) |
| ---------------- | ------------------------- | ------------------------- | ------------------------- |
| Кайранколь, село | 1179                      | 1252                      | 935                       |
| Новое, село      | 336                       | 254                       | 199                       |
| Украинское, село | 1373                      | 1131                      | 724                       |
| Целинное, село   | 175                       | 46                        | -                         |